# Małe (Kłączno)
Małe (kaszb. Môłé) – przysiółek wsi Kłączno w Polsce, położony w województwie pomorskim, w powiecie bytowskim, w gminie Studzienice, na Pojezierzu Bytowskim, nad północnym brzegiem jeziora Małego. Wchodzi w skład sołectwa Kłączno.
W latach 1975–1998 przysiółek administracyjnie należał do województwa słupskiego.